# McLaren GT
Der McLaren GT (Grand Tourer) ist ein Sportwagen des britischen Herstellers McLaren Automotive.

## Geschichte
Angekündigt wurde ein weiteres McLaren-Modell beim Genfer Auto-Salon 2019. Am 15. Mai 2019 wurde der Sportwagen der Öffentlichkeit auf der Top Marques in Monaco vorgestellt. Als Basispreis wurden zur Markteinführung 198.000 Euro genannt. Der McLaren GTS ist eine Weiterentwicklung der Baureihe und wurde im Dezember 2023 vorgestellt.

## Technik
Auch der GT verfügt – markentypisch – über ein leichtes, aber sehr steifes CFK-Monocoque, das auf demjenigen des McLaren Speedtail basiert und auch die verglasten C-Säulen ermöglicht. Im Gegensatz zu anderen Modellen des Herstellers gilt der Sportwagen als langstreckentauglich. Diese Eigenschaft beinhaltet mehr Platz im Innenraum, zwei Kofferräume (vorne 150 Liter; hinten 420 Liter), eine weniger straffe Federung und mehr Bodenfreiheit. Im Gegensatz zum McLaren 570GT, der ebenfalls über zwei Kofferräume verfügt, öffnen beim GT beide nach oben.
Angetrieben wird der GT von einem Vierliter-V8-Ottomotor mit vier Ventilen pro Zylinder und Biturboaufladung. Der Motor ist dem des McLaren 720S ähnlich. Im GT beträgt die Leistung 456 kW (620 PS) und das größte Drehmoment 630 Nm, ab 3000/min liegen davon 95 Prozent (599 Nm, Motortyp M840TE) an. Der Wagen hat ein 7-Gang-Doppelkupplungsgetriebe. 100 km/h werden aus dem Stand nach 3,2 Sekunden erreicht, die Höchstgeschwindigkeit gibt McLaren mit 326 km/h an.
Das Fahrwerk hat Doppelquerlenker aus Aluminium. Die Räder sind vorn 20 Zoll und hinten 21 Zoll groß. Es werden Sensoren zur Auswertung der Fahrbahnbeschaffenheit eingesetzt, auf deren Signal die Einstellung der adaptiven Dämpfer softwaregesteuert in zwei Millisekunden reagiert. Die Lenkung arbeitet hydraulisch. Auf Wunsch wird mit einer Keramik-Bremse gebremst.

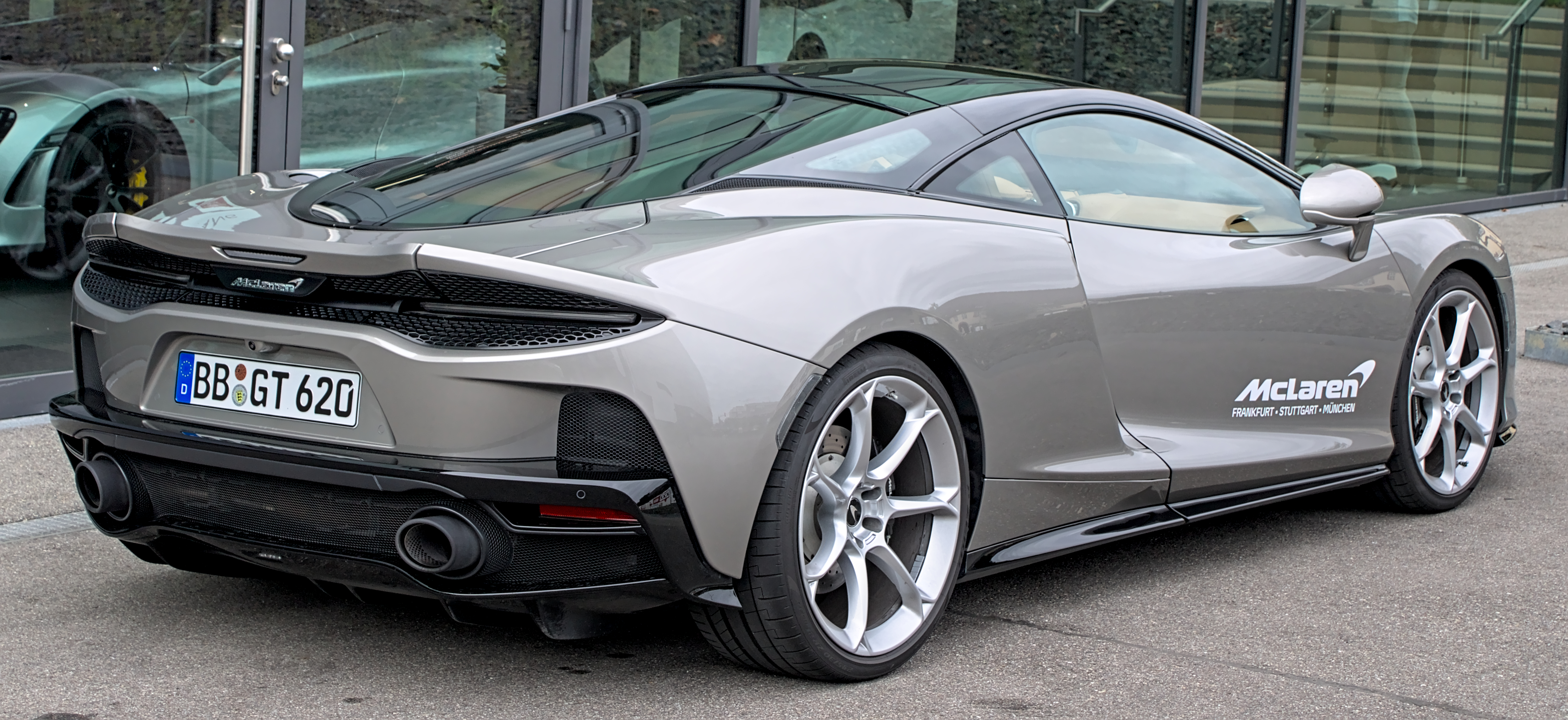
Heckansicht
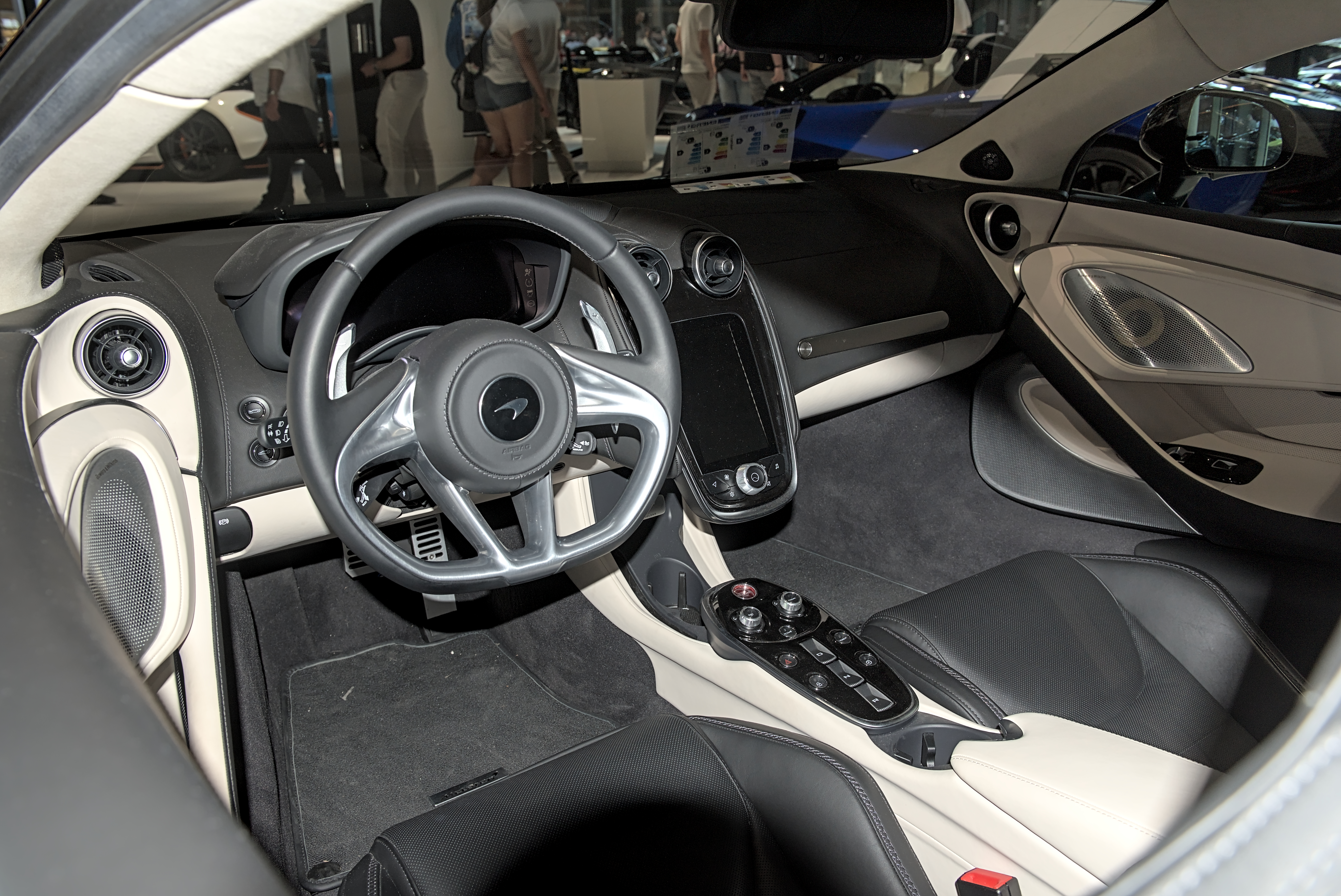
Innenansicht
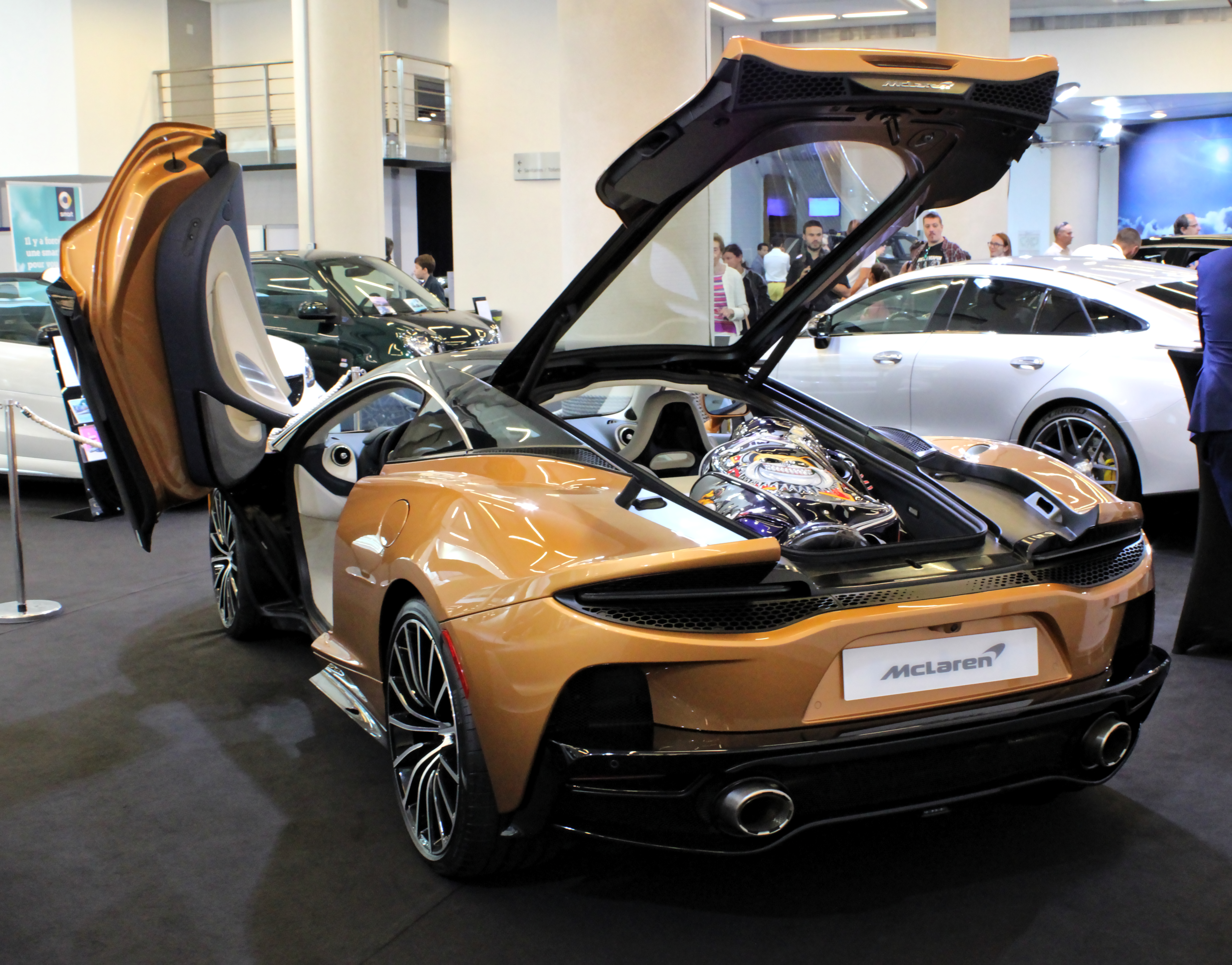
Heckklappe nach oben öffnend

## Ausstattung
Die Sitze sind mit handvernähtem Nappaleder oder auf Wunsch mit Kaschmirwolle bezogen. Die Bedienknöpfe der Schalter sind aus Aluminium gefräst. Eine Audiosystem von Bowers & Wilkins mit einer Leistung von 1200 Watt und zwölf Lautsprechern war ebenso verfügbar. Anstelle des CFK-Daches kann auf Wunsch eine elektrochromes Glasdach eingebaut werden, dessen Lichtdurchlässigkeit schaltbar ist.

## Technische Daten
|                                             | GT                                                        |
| Bauzeitraum                                 | 10/2019–12/2023                                           |
| Motorkenndaten                              |                                                           |
| Motortyp                                    | V8-Ottomotor                                              |
| Motoraufladung                              | Biturbo                                                   |
| Einbaulage                                  | Hinten mittig längs                                       |
| Hubraum                                     | 3994 cm³                                                  |
| max. Leistung bei min−1                     | 456 kW (620 PS) / 7500                                    |
| max. Drehmoment bei min−1                   | 630 Nm / 5500–6500                                        |
| Kraftübertragung                            |                                                           |
| Antrieb                                     | Hinterradantrieb                                          |
| Getriebe                                    | 7-Gang-Doppelkupplungsgetriebe                            |
| Reifen vorne / hinten                       | 225/35 ZR20 / 285/30 ZR21                                 |
| Reifentyp                                   | Pirelli P Zero (MC)                                       |
| Messwerte                                   |                                                           |
| Höchstgeschwindigkeit                       | 326 km/h                                                  |
| Beschleunigung, 0–100 km/h                  | 3,2 s                                                     |
| Beschleunigung, 0–200 km/h                  | 9,0 s                                                     |
| Leergewicht nach DIN                        | 1530 kg                                                   |
| Kraftstoffverbrauch auf 100 km (kombiniert) | nach NEFZ: 10,8 l Super Plus nach WLTP: 11,9 l Super Plus |
| CO2-Emissionen (kombiniert)                 | nach NEFZ: 245 g/km nach WLTP: 270 g/km                   |